# Feröeri média

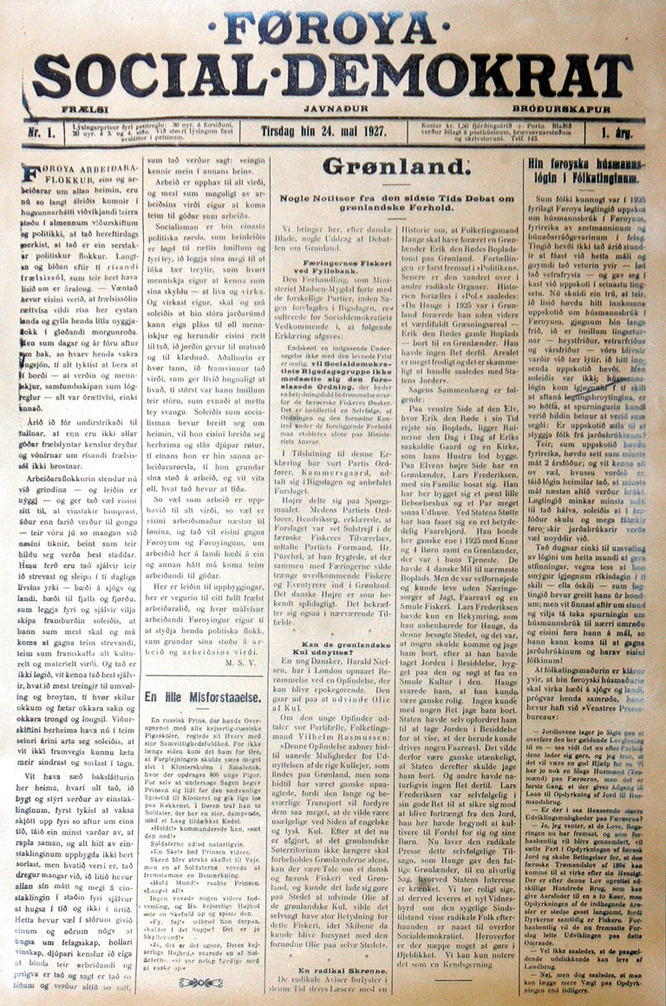
A Føroya Social Demokrat címlapja (1927. május 24.)

A feröeri média Feröer tömegtájékoztatási eszközeit foglalja magába. A szigetcsoporton számos újság – köztük a nagy múltú Dimmalætting és Sosialurin – mellett három rádió- és egy tévéadó működik; az állami rádió- és televíziótársaság a Kringvarp Føroya. A legnépszerűbb hírportálok között a portal.fo mellett megtalálható a Dimmalætting és a Norðlýsið internetes kiadása is.

## Sajtó

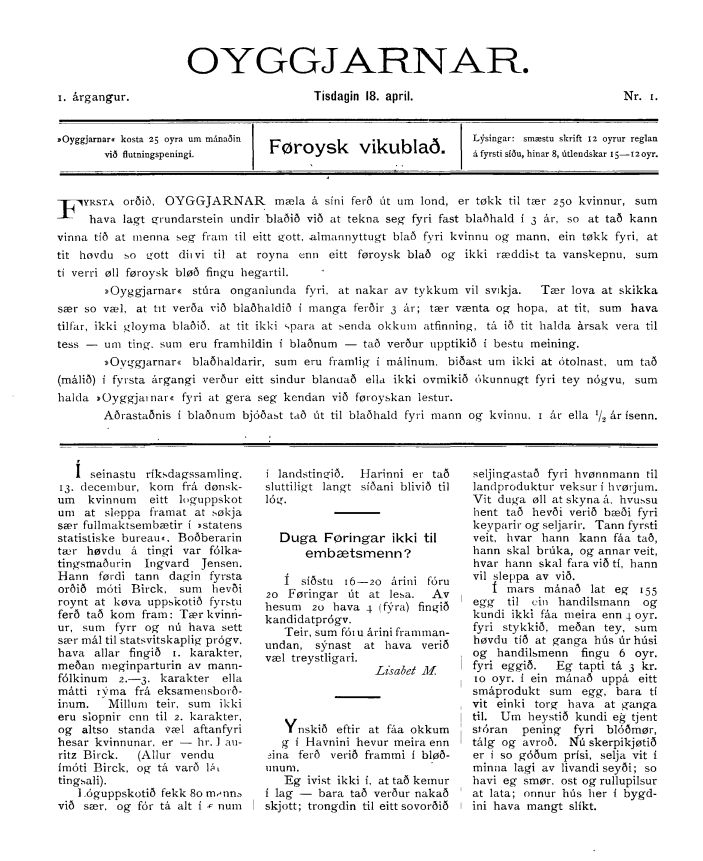
Feröer első női újsága, a Súsanna Helena Patursson által kiadott Oyggjarnar első száma (1905. április 18.)

### Napi- és hetilapok
- A hetente öt alkalommal megjelenő Dimmalætting az ország legrégebbi újságja: 1878-ban alapították.
- Az 1927-ben létrehozott, szintén hetente ötször megjelenő Sosialurin sokáig a szociáldemokraták pártlapja volt, de 2006-ban eladták.
- A Vinnuvitan gazdasági lap.
- Oyggjatíðindi
- A Norðlýsið helyi újság, főleg az északi országrészben jelentős.
- A Vikublaðið egy ingyenes hetilap, ami ennek köszönhetően a szigetek legolvasottabb újságja.

### Magazinok
- A Kvinna egy 2004-ben alapított női magazin.
- A Frøði egy helyi tudományos folyóirat.
- Land og Fólk
- Kulturális magazinok: Outsider Magasin, Vencil, Varðin.

## Rádió

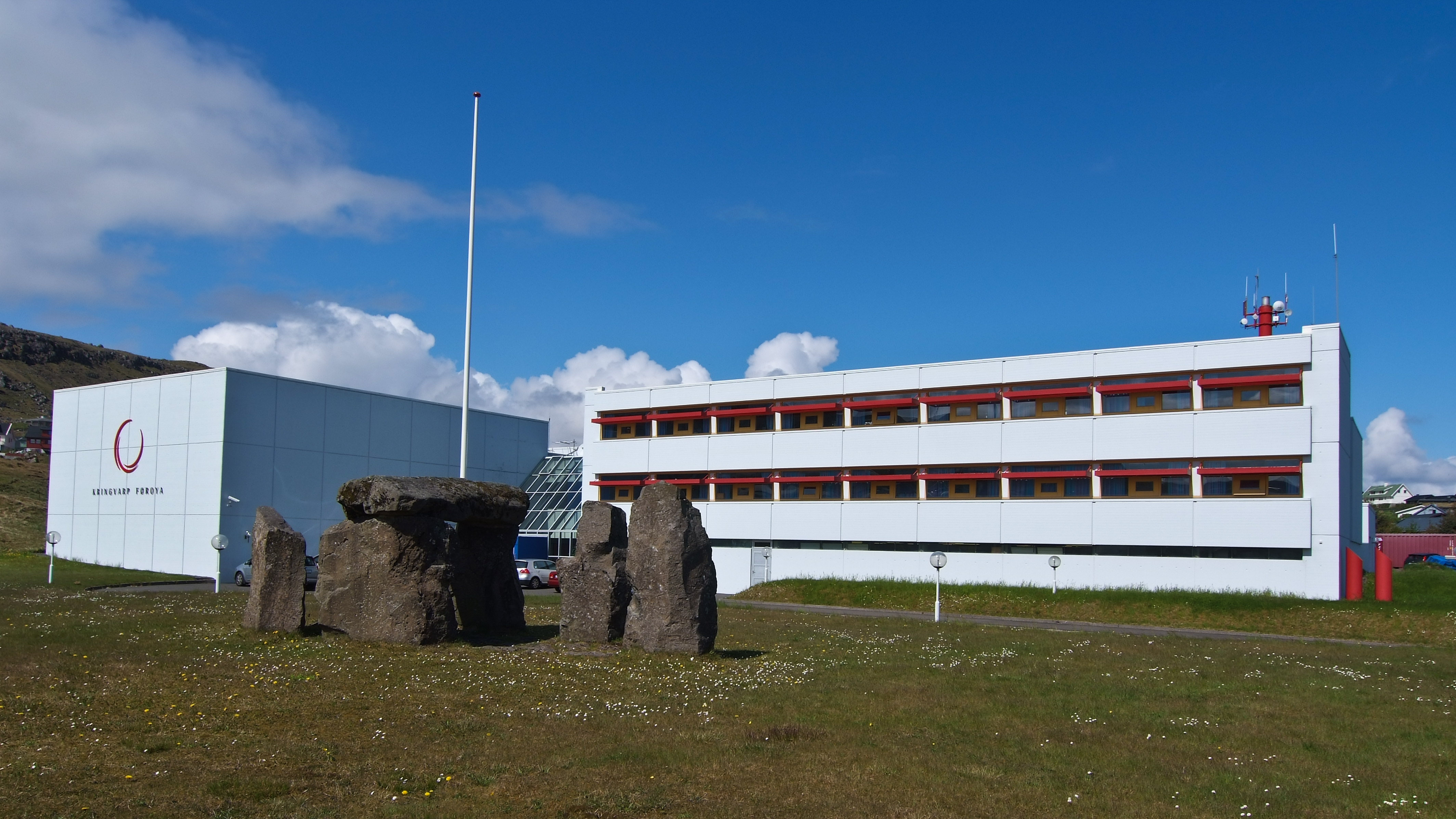
A Kringvarp Føroya épülete Tórshavnban

- Az 1957-ben indult Útvarp Føroya ma a Kringvarp Føroya állami tévé- és rádiótársaság része.[2]
- Rövid életűnek bizonyult az Atlantic Radio nevű, 24 órás műsort sugárzó adó.
- Az Atlantic Radio leállása után hozták létre a Rás 2 nevű rádiót, amely az állami rádió versenytársa.
- A Lindin egy keresztény rádióadó.[3]

## Televízió
- Az egyetlen helyi tévéadó az 1984 óta működő Sjónvarp Føroya (SVF), amely ma a Kringvarp Føroya állami tévé- és rádiótársaság része.[2]
- 1989-2001 között egy műholdas tévétársaság juttatta el az MTV, a BBC Prime, a BBC World, a Eurosport és egy dán kereskedelmi adó műsorát a tórshavni háztartásokba.
- 2002 óta a Televarpið (a Føroya Tele távközlési cég leányvállalata) digitális földi hálózatán juttatja el a hazai és nemzetközi csatornákat a nézőkhöz.[4]

## Internet
- A legnépszerűbb hírportál a portal.fo.Tulajdonosa a Føroya Tele állami távközlési vállalat,[1] de a tartalom terén a Sosialurinnal is együttműködik.

## Fordítás
- Ez a szócikk részben vagy egészben a Media of the Faroe Islands című angol Wikipédia-szócikk ezen változatának fordításán alapul.  Az eredeti cikk szerkesztőit annak laptörténete sorolja fel. Ez a jelzés csupán a megfogalmazás eredetét és a szerzői jogokat jelzi, nem szolgál a cikkben szereplő információk forrásmegjelöléseként.